# Мой-Уруста
Мой-Уруста (рос. Мой-Уруста) — колишнє селище в Тенькінському районі Магаданської області Росії.
Розташовувалося на південному схилі пологої сопки на лівобережжі річки Ельгення.

## Історія
Засноване 1954 року як селище геологів. Промисловий видобуток золота поблизу селища почався 1959 року копальнею «40 років Жовтня». Селище швидко зростало, 1964 року відкрилася школа.
У 1980-ті рр. у Мой-Урусту стали переїжджати жителі з селищ, що підлягають затопленню Колимським водосховищем. Селище стало знову активно будуватися. По створеному водосховищу налагодили поромне сполучення з Обо, взимку діяла льодова дорога. Але, через розвал Радянського Союзу і наступні за цим події, в 1995 році було закрито копальню, жителі стали масово залишати селище. Копальню закрили після заморозки водоводу, за чиїмось злочинним розпорядженням зверху.
На 2013 рік у селищі фактично проживало 3 людини.